# Wapen van Oosterhout

Wapen van de gemeente Oosterhout

Wapen volgens het register van de Hoge Raad van Adel

Het wapen van Oosterhout  werd op 16 juli 1817 aan de Noord-Brabantse gemeente Oosterhout toegekend.

## Geschiedenis
Het wapen is afgeleid van het wapen van het geslacht van Polanen, een tak van het geslacht van Wassenaar. Jan II van Polanen volgde in 1353 Willem van Duivenvoorde (bijgenaamd Snikkerieme) op als heer van Oosterhout.

## Beschrijving
De beschrijving van het wapen van Oosterhout luidt:
Van zilver, beladen met 3 liggende halve manen van sabel. Het schild ter wederzijde vastgehouden door een klimmende leeuw en gedekt met een kroon van goud.
N.B.:
- De heraldische kleuren zijn zilver (wit) en sabel (zwart).
- de leeuwen zijn van natuurlijke kleur, de kroon heeft 17 parels, waarvan 3 verhoogd.

## Verwante wapens
De familie van Polanen heeft veel bezittingen gehad en veel gemeentewapens en wapens van voormalige gemeenten zijn van het familiewapen afgeleid, waaronder:

Van Polanen
Wapen van Krimpen aan den IJssel
Wapen van Krimpen aan de Lek
Wapen van Monster
Wapen van de Sint-Jansbasiliek